# Pete Agnew
Pete Agnew (Dunfermline, 14 settembre 1946) è un bassista britannico, conosciuto per essere membro fondatore dei Nazareth.

## Biografia
Agnew formò un gruppo rock chiamato The Shadettes nel 1961, esibendosi per otto anni come chitarrista ritmico della band. Nel 1969 la sua nuova band, i Nazareth aveva bisogno di un nuovo bassista, così decise di cambiare strumento.
È il padre di Lee Agnew, batterista dei Nazareth  dalla morte del batterista originale Darrell Sweet, avvenuta nel 1999. Anche gli altri due figli, Stevie e Chris, sono musicisti.

## Discografia

### Con i Nazareth
Album in studio
- 1971 - Nazareth
- 1972 - Exercises
- 1973 - Razamanaz
- 1973 - Loud 'n' Proud
- 1974 - Rampant
- 1975 - Hair of the Dog
- 1976 - Close Enough for Rock 'n' Roll
- 1976 - Play 'n' the Game
- 1977 - Expect No Mercy
- 1979 - No Mean City
- 1980 - Malice in Wonderland
- 1981 - The Fool Circle
- 1982 - 2XS
- 1983 - Sound Elixir
- 1984 - The Catch
- 1986 - Cinema
- 1989 - Snakes 'n' Ladders
- 1991 - No Jive
- 1994 - Move Me
- 1998 - Boogaloo
- 2003 - Alive and Kicking
- 2004 - Free Wheeler
- 2008 - The Newz
- 2011 - Big Dogz
- 2014 - Rock 'n' Roll Telephone
- 2018 - Tattoed on My Brain
- 2022 - Surviving the Law